# 公司重组
公司重组指的是对公司的法規、所有权、业务或其他结构进行重组的行为，目的是使公司能更好的發展。重组的其他原因还包括所有权结构的改变、拆分，或应对企业出現的危机或重大变化，如破产、市场定位的變化、杠杆收购或對應監管機構如反壟斷的要求。